# Sebastián Gallegos
Sebastián Agustín Gallegos Berriel (Treinta y Tres, 18 gennaio 1992) è un calciatore uruguaiano, attaccante del Dep. La Serena.

## Carriera

### Club
Cresciuto nelle giovanili del Danubio, nel 2009 si è trasferito in Spagna all'Atlético Madrid firmando un contratto quinquennale. Nelle prime due stagioni ha giocato con la squadra riserve dell'Atlético in Segunda División B totalizzando 10 presenze (4 nella prima e 6 nella seconda) e una rete nella 33ª e quintultima giornata del campionato 2009-2010 contro lo Sporting Gijon B. Nella stagione 2011-2012 è stato ceduto in prestito al Badalona con cui ha disputato 8 partite nella Segunda División B 2011-2012.
Nell'agosto 2012 è tornato in patria firmado per il Peñarol. Con la squadra uruguaiana ha giocato 13 partite nella Primera División 2012-2013, vinta dal Peñarol, segnando 2 reti: una nell'ultima giornata del campionato di Apertura contro il Liverpool Montevideo e l'altra nella terza giornata del Clausura contro il Bella Vista. Ha inoltre disputato 2 gare nella fase a gironi della Coppa Libertadores 2013 dove ha anche segnato un gol nell'ultima giornata contro i cileni del Deportes Iquique.
Il 9 settembre 2013, dopo essersi svincolato dal Peñarol, ha firmato per il Como, in Lega Pro Prima Divisione. Ha esordito con la squadra lariana il 6 ottobre 2013, giocando i minuti finali della sfida di campionato persa per 1-0 in casa del Savona. Il 22 dicembre 2013 ha segnato la sua prima rete italiana contro il Pavia.

### Nazionale
Nel 2009 ha preso parte con la Nazionale uruguaiana Under-17 al Mondiale di categoria in Nigeria. Durante il torneo, dove l'Uruguay è stato eliminato nei quarti di finale dalla Spagna, Gallegos ha segnato 5 reti in 5 partite che gli hanno valso il primo posto nella classifica dei marcatori, alla pari con Borja, Sani Emmanuel e Haris Seferović, e la Scarpa di bronzo.
Nel 2011 con la Nazionale Under-20 ha disputato il Sudamericano Sub-20 in Perù, concluso al secondo posto alle spalle del Brasile. In totale durante la manifestazione è sceso in campo in 4 occasioni.

## Palmarès

### Club

#### Competizioni nazionali
- Campionato uruguaiano: 1

Peñarol: 2012-2013